# 자유수호평화박물관
자유수호평화박물관(自由守護平和博物館)은 경기도 동두천시에 있는 박물관이다.

## 연혁
- 1997. 1. 자유수호평화박물관 착공
- 2001. 12. 자유수호평화박물관 건축공사 준공
- 2002. 3. 자유수호평화박물관 전시공사 준공
- 2002. 5. 20. 자유수호평화박물관 개관
- 2004. 10. 자유수호평화박물관 1종 전문박물관 등록(경기 제04박06호)
- 2008. 1. 자유수호평화박물관 기획전시실 준공
- 2010. 11. 자유수호평화박물관 전시실 증축공사 준공
- 2010. 11. 자유수호평화박물관 국가보훈처 현충시설 지정

## 시설 현황
- 4층 기획실
- 3층 영상·전시실
- 2층 전시실
- 1층 로비

## 관람 안내
- 관람 시간: 오전 9시부터 오후 6시까지
- 입장가능시간: 종료 30분전까지
- 휴관일: 1월 1일, 설날, 추석, 매주 월요일(월요일이 공휴일일 경우 익일 휴관)